# Carmen Consoli

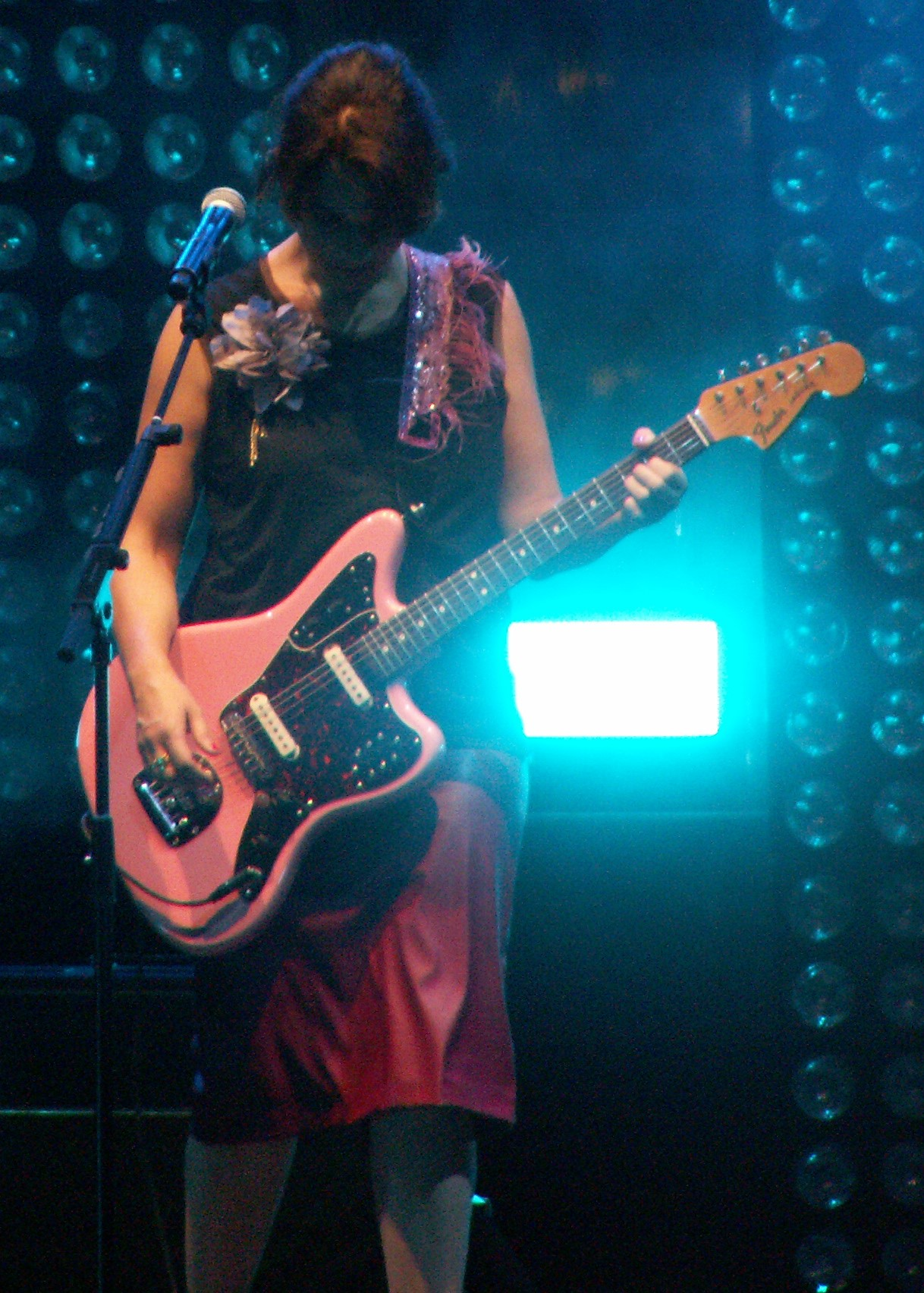
La Fender Rosa gitárjával, 2015

Carla Carmen Consoli, művésznevén Carmen Consoli (Catania, 1974. szeptember 4. –) olasz énekes-dalszerzőnő.

## Pályafutása
Eddigi húszéves pályája során 11 stúdió-, két élő-, egy verseny-, egy filmzene- és négy videós albumot publikált. 33-at szólóban, számtalant koprodukcióban, összesen mintegy kétmillió példányban, 11 platina- és két aranylemezt érve el velük.

## Diszkográfia

### Stúdióalbumok
- 1996 – Due parole
- 1997 – Confusa e felice
- 1998 – Mediamente isterica
- 2000 – Stato di necessità
- 2002 – L'eccezione
- 2006 – Eva contro Eva
- 2009 – Elettra
- 2015 – L'abitudine di tornare

### Album élőben
- 2001 – L'anfiteatro e la bambina impertinente
- 2003 – Un sorso in più

### Gyűjteményes
- 2010 – Per niente stanca

### Stúdióalbumok a külföld számára
- 2001 – État de necessité
- 2003 – Carmen Consoli